# جيمس تي هونا
جيمس تي هونا (بالإنجليزية: James Te Huna؛ مواليد 29 سبتمبر 1981) هو مُقاتل فنون قتالية مختلطة نيوزيلندي.

## وصلات خارجية
- جيمس تي هونا على موقع يو إف سي (الإنجليزية)
- جيمس تي هونا على موقع شيردوغ (الإنجليزية)
- جيمس تي هونا على موقع Tapology.com (الإنجليزية)
- جيمس تي هونا على موقع IMDb (الإنجليزية)